# Пилар Лоренгар
Пила́р Лоре́нса Гарси́а Се́та (исп. Pilar Lorenza García Seta, более известная под сценическим псевдонимом Пила́р Лоренга́р исп. Pilar Lorengar; 16 января 1928, Сарагоса, Арагон, Испания — 2 июня 1996, Берлин, Германия) — испанская певица (сопрано).

## Биография
Считается мастером сарсуэлы. Начала петь в своём родном городе, но вскоре перебралась сначала в Барселону, где училась в консерватории, а позже в Мадрид. Затем совершенствовалась в Берлине у Карла Эберта, Герты Клуст и Дитриха Фишера-Дискау. Дебют на профессиональной сцене состоялся в 1950 году в Оране (тогда французская колония). Поёт на крупнейших сценах мира. Частый гость Глайндборнского, Зальцбургского и других оперных фестивалей. Известна как исполнительница партий в операх Вольфганга Амадея Моцарта.

## Партии
- «Гойески» Энрике Гранадоса — Росарио
- «Травиата» Джузеппе Верди — Виолетта
- «Художник Матис» Пауля Хиндемита — Регина
- «Свадьба Фигаро» Моцарта — Керубино
- «Идоменей» Моцарта — Илия
- «Отелло» Джузеппе Верди — Дездемона
- «Дон Жуан» Моцарта — Донна Эльвира
- «Гугеноты» Джакомо Мейербер — Валентина
- «Дон Карлос» Джузеппе Верди — Елизавета
- «Евгений Онегин» Пётра Чайковского — Татьяна

## Награды
- 1991 — премия принцессы Астурийской в области искусства